# موقعیت ستاره

The دستگاه مختصات استوایی بر روی کرهٔ آسمانی

موقعیت ستاره یا مکان‌های ستارگان (انگلیسی: Star position) موقعیت آشکار هر ستاره مشخصی در آسمان است که به نظر می‌رسد روی کره‌ای دلخواه و متمرکز بر روی زمین قرار داشته‌باشد. مکان با یک جفت مختصات زاویه‌ای نسبت به استوای آسمانی تعریف می‌شود: صعود راست (α) و انحراف (δ). این جفت سیستم مختصات استوایی را بنا نهاده‌اند.
در حالی که δ به درجه (از ۹۰ درجه در قطب آسمانی شمال تا ۹۰ درجه در جنوب) داده می‌شود، α معمولاً در زاویه ساعت (۰ تا ۲۴ ساعت) داده می‌شود. این امر به دلیل تکنیک مشاهده حملات ستاره‌ای است که به دلیل چرخش زمین از میدان دید چشمان تلسکوپ عبور می‌کنند. تکنیک‌های مشاهده مباحث نجوم موضعی و اخترشناسی هستند.
در حالت ایده‌آل، دستگاه مختصات دکارتی (α، δ) به یک چارچوب مرجع اینرسی اشاره دارد. مختصات سوم فاصلهٔ ستاره است که به‌طور معمول به عنوان ویژگی یک ستارهٔ به‌خصوص استفاده می‌شود.
عوامل زیر با گذشت زمان موقعیت‌های ستاره را تغییر می‌دهند:
1. امتیاز محوری و تغذیه - شیب آهسته محور زمین با نرخ ۵۰ ثانیه ثانیه و ۲ ثانیه قوس در سال؛
2. انحراف و اختلاف منظر - اثرات مدار زمین به دور خورشید؛ و
3. حرکت مناسب تک تک ستارگان.